# Lista över fornlämningar i Falkenbergs kommun
Lista över fornlämningar i Falkenbergs kommun är en förteckning av ett urval av de fornlämningar som finns i Falkenbergs kommun.

## Abild
Se Lista över fornlämningar i Falkenbergs kommun (Abild)

## Alfshög
Se Lista över fornlämningar i Falkenbergs kommun (Alfshög)

## Asige
Se Lista över fornlämningar i Falkenbergs kommun (Asige)

## Askome
Se Lista över fornlämningar i Falkenbergs kommun (Askome)

## Eftra
Se Lista över fornlämningar i Falkenbergs kommun (Eftra)

## Fagered
| Namn         | Lämningstyp  | Tillkomsttid | Historisk indelning | Plats | Läge                 | ID-nr          | Bild                                 |
| ------------ | ------------ | ------------ | ------------------- | ----- | -------------------- | -------------- | ------------------------------------ |
| Fagered 16:1 | Stensättning |              | Fagered, Halland    |       | 57.231425, 12.784320 | 10144100160001 | Ladda upp en bild av detta fornminne |
| Fagered 34:1 | Stenkrets    |              | Fagered, Halland    |       | 57.222718, 12.768949 | 10144100340001 | Ladda upp en bild av detta fornminne |
| Fagered 59:1 | Stensättning |              | Fagered, Halland    |       | 57.233725, 12.792256 | 10144100590001 | Ladda upp en bild av detta fornminne |

## Falkenberg
| Namn                                     | Lämningstyp      | Tillkomsttid | Historisk indelning | Plats | Läge                 | ID-nr          | Bild                                      |
| ---------------------------------------- | ---------------- | ------------ | ------------------- | ----- | -------------------- | -------------- | ----------------------------------------- |
| Falkenbergshus (Falkenberg 4:1)          | Borg             |              | Falkenberg, Halland |       | 56.903205, 12.495938 | 10144200040001 | Ladda upp en till bild av detta fornminne |
| S:ta Gertruds kyrkoruin (Falkenberg 5:1) | Begravningsplats |              | Falkenberg, Halland |       | 56.907423, 12.505164 | 10144200050001 | Ladda upp en bild av detta fornminne      |
| Falkenberg 8:1                           | Stensättning     |              | Falkenberg, Halland |       | 56.913376, 12.467872 | 10144200080001 | Ladda upp en bild av detta fornminne      |
| Falkenberg 8:2                           | Stensättning     |              | Falkenberg, Halland |       | 56.913537, 12.467629 | 10144200080002 | Ladda upp en bild av detta fornminne      |
| Falkenberg 9:1                           | Gravfält         |              | Falkenberg, Halland |       | 56.914504, 12.466743 | 10144200090001 | Ladda upp en bild av detta fornminne      |
| Falkenberg 10:1                          | Stensättning     |              | Falkenberg, Halland |       | 56.913731, 12.472196 | 10144200100001 | Ladda upp en bild av detta fornminne      |
| Falkenberg 11:1                          | Stensättning     |              | Falkenberg, Halland |       | 56.912614, 12.473196 | 10144200110001 | Ladda upp en bild av detta fornminne      |
| Falkenberg 18:1                          | Hög              |              | Falkenberg, Halland |       | 56.915031, 12.477639 | 10144200180001 | Ladda upp en bild av detta fornminne      |

## Gunnarp
Se Lista över fornlämningar i Falkenbergs kommun (Gunnarp)

## Gällared
Se Lista över fornlämningar i Falkenbergs kommun (Gällared)

## Krogsered
| Namn           | Lämningstyp  | Tillkomsttid | Historisk indelning | Plats | Läge                 | ID-nr          | Bild                                 |
| -------------- | ------------ | ------------ | ------------------- | ----- | -------------------- | -------------- | ------------------------------------ |
| Krogsered 8:1  | Stensättning |              | Krogsered, Halland  |       | 57.067564, 12.898193 | 10146800080001 | Ladda upp en bild av detta fornminne |
| Krogsered 9:1  | Stensättning |              | Krogsered, Halland  |       | 57.068343, 12.904530 | 10146800090001 | Ladda upp en bild av detta fornminne |
| Krogsered 13:1 | Röse         |              | Krogsered, Halland  |       | 57.055263, 12.878830 | 10146800130001 | Ladda upp en bild av detta fornminne |
| Krogsered 13:2 | Stensättning |              | Krogsered, Halland  |       | 57.055528, 12.878959 | 10146800130002 | Ladda upp en bild av detta fornminne |

## Källsjö
| Namn        | Lämningstyp    | Tillkomsttid | Historisk indelning | Plats | Läge                 | ID-nr          | Bild                                      |
| ----------- | -------------- | ------------ | ------------------- | ----- | -------------------- | -------------- | ----------------------------------------- |
| Källsjö 1:1 | Stenkammargrav |              | Källsjö, Halland    |       | 57.226128, 12.664938 | 10147200010001 | Ladda upp en till bild av detta fornminne |

## Köinge
Se Lista över fornlämningar i Falkenbergs kommun (Köinge)

## Ljungby
Se Lista över fornlämningar i Falkenbergs kommun (Ljungby)

## Morup
Se Lista över fornlämningar i Falkenbergs kommun (Morup)

## Okome
Se Lista över fornlämningar i Falkenbergs kommun (Okome)

## Skrea
Se Lista över fornlämningar i Falkenbergs kommun (Skrea)

## Slöinge
Se Lista över fornlämningar i Falkenbergs kommun (Slöinge)

## Stafsinge
Se Lista över fornlämningar i Falkenbergs kommun (Stafsinge)

## Svartrå
Se Lista över fornlämningar i Falkenbergs kommun (Svartrå)

## Ullared
| Namn         | Lämningstyp                 | Tillkomsttid | Historisk indelning | Plats | Läge                 | ID-nr          | Bild                                 |
| ------------ | --------------------------- | ------------ | ------------------- | ----- | -------------------- | -------------- | ------------------------------------ |
| Ullared 1:1  | Stenkrets                   |              | Ullared, Halland    |       | 57.124640, 12.711775 | 10151200010001 | Ladda upp en bild av detta fornminne |
| Ullared 2:1  | Hällristning                |              | Ullared, Halland    |       | 57.128773, 12.718028 | 10151200020001 | Ladda upp en bild av detta fornminne |
| Ullared 3:1  | Grav markerad av sten/block |              | Ullared, Halland    |       | 57.145046, 12.734309 | 10151200030001 | Ladda upp en bild av detta fornminne |
| Ullared 24:1 | Röse                        |              | Ullared, Halland    |       | 57.165821, 12.750352 | 10151200240001 | Ladda upp en bild av detta fornminne |
| Ullared 40:1 | Stensättning                |              | Ullared, Halland    |       | 57.156100, 12.678510 | 10151200400001 | Ladda upp en bild av detta fornminne |
| Ullared 40:2 | Stensättning                |              | Ullared, Halland    |       | 57.156176, 12.678703 | 10151200400002 | Ladda upp en bild av detta fornminne |
| Ullared 43:1 | Röse                        |              | Ullared, Halland    |       | 57.158406, 12.737313 | 10151200430001 | Ladda upp en bild av detta fornminne |

## Vessige
Se Lista över fornlämningar i Falkenbergs kommun (Vessige)

## Vinberg
Se Lista över fornlämningar i Falkenbergs kommun (Vinberg)

## Älvsered
| Namn         | Lämningstyp                 | Tillkomsttid | Historisk indelning     | Plats | Läge                 | ID-nr          | Bild                                 |
| ------------ | --------------------------- | ------------ | ----------------------- | ----- | -------------------- | -------------- | ------------------------------------ |
| Älvsered 1:1 | Begravningsplats            |              | Älvsered, Västergötland |       | 57.226124, 12.855575 | 10152600010001 | Ladda upp en bild av detta fornminne |
| Älvsered 2:1 | Röse                        |              | Älvsered, Västergötland |       | 57.230587, 12.853396 | 10152600020001 | Ladda upp en bild av detta fornminne |
| Älvsered 2:2 | Stenkrets                   |              | Älvsered, Västergötland |       | 57.230379, 12.853326 | 10152600020002 | Ladda upp en bild av detta fornminne |
| Älvsered 2:3 | Stenkrets                   |              | Älvsered, Västergötland |       | 57.230313, 12.853645 | 10152600020003 | Ladda upp en bild av detta fornminne |
| Älvsered 2:4 | Grav markerad av sten/block |              | Älvsered, Västergötland |       | 57.230770, 12.853441 | 10152600020004 | Ladda upp en bild av detta fornminne |
| Älvsered 7:1 | Stenkrets                   |              | Älvsered, Västergötland |       | 57.239143, 12.879028 | 10152600070001 | Ladda upp en bild av detta fornminne |
| Älvsered 7:2 | Stenkrets                   |              | Älvsered, Västergötland |       | 57.239072, 12.879116 | 10152600070002 | Ladda upp en bild av detta fornminne |

## Årstad
Se Lista över fornlämningar i Falkenbergs kommun (Årstad)